# مسعود بن نامدار
مسعود بن نامدار ( (بالكردية: Mesûd îbn Namdar) كان كرديًا  جامعًا للوثائق المحلية كتب بعد حوالي أربعين عامًا من سقوط امارة الشداديين الكرد في كنجة حاليا أذربيجان . وكان مؤلف مجموعة من الوثائق المتعلقة بمنطقة الران . تناقش سجلاته، التي تم تجميعها حوالي عام 1111، ثورة أسكويا ضد والده فضل بالإضافة إلى الأحداث الجارية الأخرى.  ومن المراسلات التي جمعها أيضًا، يتضح أن شيروانشاه فريبرز احتل كنجة مؤقتًا.  بشكل عام، توفر سجلاته معلومات مهمة عن تاريخ القوقاز ويستخدمها المؤرخون لرسم الأحداث في عصره.

## أنظر أيضا
- قائمة الكتاب الأكراد